# Macquarie-Station

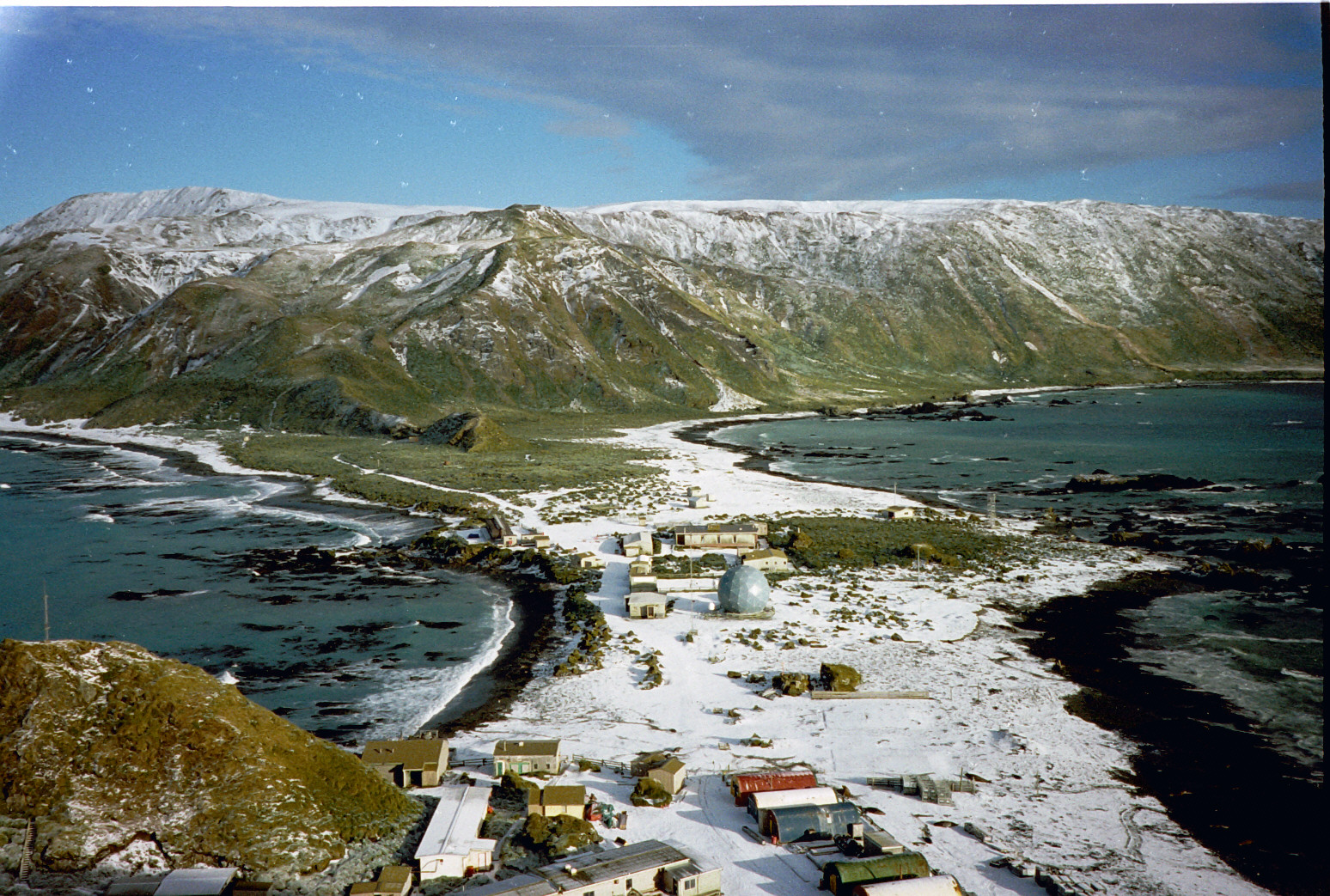
Macquarie-Station (1996)

Die 1948 erbaute australische Macquarie-Station befindet sich auf der subantarktischen Macquarieinsel bei 54° 30' S, 158° 57' O. Sie dient der Australian Antarctic Division (AAD) als Forschungsbasis für die 1300 km entfernte Antarktis. Auf 56 Gebäude verteilen sich 20 (im Winter) bis 40 Forscher (im Sommer). Schwerpunkte sind Meeresbiologie und Botanik.
Die AAD hatte 2016 die Schließung der Macquarie-Station zum Beginn der Wintersaison im März 2017 angekündigt. Grund seien u. a. die alternde Infrastruktur und die ungeschützte Lage der Gebäude auf Meeresspiegel-Niveau. Es war ursprünglich geplant, die Aktivitäten auf die Feldhütten und die Sommermonate zu beschränken und die bestehenden Stationsgebäude und -anlagen in den nächsten Jahren zu entfernen. Am 14. Oktober 2016 kündigte der australische Minister für Umwelt und Energie an, dass die Errichtung einer neuen Station geplant sei. Im Juni 2021 befindet sich dieses Vorhaben im Planungsverfahren.